# فرهنگ آفتاب
فرهنگ آفتاب: فرهنگ تفصیلی مفاهیم نهج‌البلاغه کتابی از عبدالمجید معادیخواه است که در سال ۱۳۷۲ منتشر شد.

## جوایز
این کتاب در مراسم کتاب سال جمهوری اسلامی ایران به‌عنوان کتاب شایسته تقدیر معرفی شد.